# John McInerney
Pour les articles homonymes, voir McInerney.
John Edward McInerney (né le 7 septembre 1957 à Liverpool, Royaume-Uni) est un chanteur germano-britannique, également auteur-compositeur et la voix principale du groupe de dance-pop allemand Bad Boys Blue depuis 1987.